# Cuneo FC
FC Cuneo 1905 (wł. Football Club Cuneo 1905 S.S.D.) – włoski klub piłkarski, mający siedzibę w mieście Cuneo, w północno-zachodniej części kraju, grający od sezonu 2020/21 w rozgrywkach Seconda Categoria Piemonte.

## Historia
Chronologia nazw:
- 1905: Unione Sportiva Alta Italia
- 1915: Unione Sportiva Cuneese – po fuzji z Polisportiva La Rola
- 1919: Unione Sportiva Alta Italia
- 1927: Polisportiva La Fedelissima Cuneese – po fuzji z Polisportiva Vigor i U.S. Cuneese
- 1930: klub rozwiązano
- 1930: Cuneo Sportiva
- 1933: Cuneo Sportiva – O.N.D. – po przejęciu przez Opera Nazionale Dopolavoro
- 1934: Dopolavoro Cuneo
- 1937: Cuneo Sportiva
- 1938: Associazione Calcio Cuneo
- 1945: Cuneo Sportiva
- 1950: Associazione Sportiva Cuneo O.R.A. – po fuzji z Velo club O.R.A.
- 1951: Associazione Calcio Cuneo Sportiva
- 1959: Associazione Calcio Cuneo Sportiva S.p.A.
- 1972: klub rozwiązano
- 1972: Associazione Calcistica Cuneo
- 1980: Cuneo Calcio '80 – po fuzji z FC Olympic
- 1989: Cuneo Sportiva S.r.l.
- 1998: Associazione Calcio Cuneo 1905 S.r.l.
- 2019: klub rozwiązano
- 2020: Football Club Cuneo 1905 Società Sportiva Dilettantistica

Klub sportowy US Alta Italia został założony w miejscowości Cuneo w 1905 roku. Początkowo zespół występował w lokalnych turniejach towarzyskich. W 1914 roku klub dołączył do FIGC i w sezonie 1914/15 debiutował w rozgrywkach Promozione Piemonte-Liguria (D2), zajmując ostatnie trzecie miejsce w I grupie. W 1915 roku po fuzji z Polisportiva La Rola klub zmienił nazwę na US Cuneese.
Po zakończeniu I wojny światowej klub powrócił do nazwy US Alta Italia w 1919 roku i dołączył do federacji U.L.I.C. W 1924 roku powrócił do FIGC i w sezonie 1924/25 startował w rozgrywkach Quarta Divisione Piemonte (D4), zdobywając awans do Terza Divisione Piemonte. W 1927 zespół awansował do Seconda Divisione (D3), po czym odbyła się fuzja z miejskimi klubami Polisportiva Vigor i U.S. Cuneese, wskutek czego klub przyjął nazwę Polisportiva La Fedelissima Cuneese.
W sezonie 1929/30 klub z powodu problemów finansowych wycofał się po 17. kolejce z rozgrywek Seconda Divisione. W 1930 roku faszystowskie władze miasta spłacają długi nieistniejącego już klubu i przywracają go pod nazwą Cuneo Sportiva, ponownie rejestrując go w Seconda Divisione. W 1933 klub został przejęty przez Opera Nazionale Dopolavoro i stał się nazywać Cuneo Sportiva – O.N.D. Po roku klub przeszedł pod patronat miejskiego Dopolavoro Sportivo i zmienił nazwę najpierw na Dopolavoro Comunale – Cuneo Sportiva, a potem na Dopolavoro Cuneo. W 1935 awansował do Prima Divisione Piemonte (D4). W 1937 przyjął nazwę Cuneo Sportiva, a w 1938 awansował do Serie C, po czym zmienił nazwę na AC Cuneo.
Po kolejnym przymusowym zawieszeniu mistrzostw spowodowanych przez II wojnę światową, w 1945 roku klub przywrócił nazwę Cuneo Sportiva i został zakwalifikowany do Serie B-C Alta Italia. Sezon 1946/47 rozpoczął w rozgrywkach Serie C. W 1948 roku w wyniku reorganizacji systemu lig został zdegradowany do Promozione (D4). W 1950 po fuzji z Velo club O.R.A. klub zmienił nazwę na AS Cuneo O.R.A., a w 1951 na AC Cuneo Sportiva. W 1959 nazwa klubu została zmieniona na AC Cuneo Sportiva S.p.A.”, a w 1961 spadł do Prima Categoria Piemonte-Valle d’Aosta (D5). W 1964 awansował do Serie D. W 1971 został zdegradowany do Promozione Piemonte-Valle d’Aosta.
W 1972 roku klub został postawiony w stan likwidacji, następnie powstał nowy AC Cuneo, który przejął tytuł sportowy zlikwidowanego klubu. W 1975 awansował do Serie D. W 1978 po kolejnej reorganizacji systemu lig klub został zdegradowany do Promozione Piemonte-Valle d’Aosta (D6). W 1980 roku klub połączył się z FC Olympic, przyjmując nazwę Cuneo Calcio '80. W 1981 liga Promozione otrzymała nazwę Campionato Interregionale. W 1989 klub awansował do Serie C2, zmieniając nazwę na Cuneo Sportiva S.r.l. W 1992 zespół spadł do Campionato Nazionale Dilettanti (D5), a w 1995 do Eccellenza Piemonte-Valle d’Aosta. Po dwóch latach w 1997 wrócił do Campionato Nazionale Dilettanti. W 1998 klub zmienił nazwę na AC Cuneo 1905 S.r.l. W 1999 liga przyjęła nazwę Serie D. W 2005 klub otrzymał promocję do Serie C2, a w 2008 spadł z powrotem do Serie D. W kolejnych latach klub co roku zmieniał ligi – w 2011 został promowany do Lega Pro Seconda Divisione, a w 2012 do Lega Pro Prima Divisione, w 2013 spadł do Lega Pro Seconda Divisione, a w 2014 do Serie D, aby w 2015 awansować do Lega Pro (D3), a w 2016 spaść do Serie D i w końcu w 2017 powrócić do Serie C. W sezonie 2018/19 zespół zajął 18.miejsce w grupie A Serie C i po przegranych barażach został zdegradowany do Serie D. Latem 2019 klub zrezygnował z występów w Serie D z powodu trudności finansowych, a następnie ogłosił upadłość.
W międzyczasie został zarejestrowany ASD Cuneo FC w Terza Categoria Piemonte. W lipcu 2020 roku klub odkupił tytuł sportowy i aktywa upadłej spółki, przyjmując nazwę FC Cuneo 1905. W sezonie 2020/21 zespół startował w mistrzostwach Seconda Categoria Piemonte.

## Barwy klubowe, strój
|  |  |

Klub ma barwy biało-czerwone. Zawodnicy domowe spotkania zazwyczaj grają w pasiastych pionowo biało-czerwonych koszulkach, czerwonych spodenkach oraz czerwonych getrach.

## Sukcesy

### Trofea międzynarodowe
Nie uczestniczył w rozgrywkach europejskich (stan na 31-05-2020).

### Trofea krajowe
| \| \| Zdobyte trofea w rozgrywkach Włoch (stan na: 31-08-2020) \| |                                                          |      |                                  |
| Rozgrywki                                                         | Osiągnięcie                                              | Razy | Sezon(y)                         |
| · Mistrzostwo                                                     | I miejsce                                                | 0    |                                  |
| · Mistrzostwo                                                     | II miejsce                                               | 0    |                                  |
| · Mistrzostwo                                                     | III miejsce                                              | 0    |                                  |
| · Puchar                                                          | zdobywca                                                 | 0    |                                  |
| · Puchar                                                          | finalista                                                | 0    |                                  |
| · Puchar                                                          | 1/64 finału                                              | 1    | 2006/07                          |
| II liga                                                           | I miejsce                                                | 0    |                                  |
| II liga                                                           | II miejsce                                               | 0    |                                  |
| II liga                                                           | III miejsce                                              | 1    | 1914/15 (I gr. Piemonte-Liguria) |
| Włochy                                                            | Zdobyte trofea w rozgrywkach Włoch (stan na: 31-08-2020) |      |                                  |

- Serie C (D3):
  - mistrz (1x): 1941/42 (D)

### Inne trofea
- Puchar Serie C w piłce nożnej:
  - finalista (1x): 2006/07

## Piłkarze, trenerzy, prezydenci i właściciele klubu

### Prezydenci
...
- 1938–1940:  Giovanni Dutto

...
- 1989–2005:  Mario Sanino
- 2005–2007:  Franco Arese
- 2007–2008:  Gabriele Tirletti
- 2008–2018:  Marco Rosso
- 2018:  Emiliano Nitt
- 2018–2019:  Roberto Lamanna
- od 2020:  Mario Castellino

## Struktura klubu

### Stadion
Klub piłkarski rozgrywa swoje mecze domowe na Stadio Fratelli Paschiero w mieście Cuneo o pojemności 3 060 widzów.

### Derby
- Albenga Calcio 1928
- Albese Calcio
- ASD Asti
- FC Casale
- ASD Novese
- Pinerolo FC
- Savona Calcio
- Saviglianese FBC 1919